# فرودگاه امیرا
فرودگاه امیرا (به انگلیسی: Emirau Airport) یک فرودگاه با کد یاتا EMI است . این فرودگاه در شهر جزیره امیرا کشور پاپوآ گینه نو قرار دارد و در ارتفاع ۳۰ متری از سطح دریا واقع شده است.